# Ringendorfer Graben
Der Ringendorfer Graben ist ein linker Zufluss zum Göllersbach bei Untermallebarn in Niederösterreich.
Der Ringendorfer Graben entspringt im südlichen Ortsgebiet von Ringendorf und fließt von dort in südöstlicher Richtung nach Geitzendorf ab, wo sich sein Verlauf nach Südwesten wendet. Nach rund 3 Kilometer erreicht er Untermallebarn, das er westlich umfließt, bis er den Göllersbach erreicht, in den er mündet. Sein Einzugsgebiet umfasst 12,8 km² in weitgehend offener Landschaft.